# Open Sud de France 2017
L'Open Sud de France 2017 è stato un torneo di tennis giocato su campi in cemento indoor. È stata la 30ª edizione dell'evento conosciuto prima come Grand Prix de Tennis de Lyon e successivamente come Open Sud de France, e appartiene alla serie ATP Tour 250 nell'ambito dell'ATP World Tour 2017. Gli incontri si sono giocati nella Park&Suites Arena, a Montpellier, in Francia, dal 5 al 12 febbraio 2017.

## Partecipanti

### Teste di serie
| Nazionalità | Giocatore          | Ranking* | Testa di serie |
| ----------- | ------------------ | -------- | -------------- |
| Croazia     | Marin Čilić        | 7        | 1              |
| Francia     | Jo-Wilfried Tsonga | 14       | 2              |
| Francia     | Richard Gasquet    | 13       | 3              |
| Germania    | Alexander Zverev   | 22       | 4              |
| Spagna      | Feliciano López    | 33       | 5              |
| Germania    | Miša Zverev        | 35       | 6              |
| Spagna      | Marcel Granollers  | 39       | 7              |
| Spagna      | Fernando Verdasco  | 40       | 8              |

* Ranking al 30 gennaio 2017.

### Altri partecipanti
I seguenti giocatori hanno ricevuto una wildcard per il tabellone principale:
- Quentin Halys
- Feliciano López
- Alexander Zverev

I seguenti giocatori sono passati dalle qualificazioni:

- Julien Benneteau
- Kenny de Schepper
- Calvin Hemery
- Tristan Lamasine

I seguenti giocatori sono entrati in tabellone come lucky loser:
- Grégoire Barrère
- Vincent Millot

## Campioni

### Singolare
Alexander Zverev ha sconfitto in finale  Richard Gasquet con il punteggio di 7–6(4), 6-3.
- È il secondo titolo in carriera per Zverev, primo della stagione.

### Doppio
Alexander Zverev /  Miša Zverev hanno sconfitto in finale  Fabrice Martin /  Daniel Nestor con il punteggio di 6-4, 6(3)–7, [10-7].